# Elecciones municipales de Tacna de 1983
Las elecciones municipales de Tacna de 1983 se llevaron a cabo el 13 de noviembre de 1983 para elegir al alcalde y al Concejo Provincial de Tacna para el periodo 1984-1986. La elección se celebró simultáneamente con elecciones municipales en todo el país.

## Sistema electoral
La Municipalidad Provincial de Tacna es el órgano administrativo y de gobierno de la provincia de Tacna. Está compuesta por el alcalde y el Concejo Provincial.
La votación del alcalde y el concejo se realiza en base al sufragio universal, que comprende a todos los ciudadanos nacionales mayores de dieciocho años, empadronados y residentes en la provincia de Tacna y en pleno goce de sus derechos políticos, así como a los ciudadanos no nacionales residentes y empadronados en la provincia de Tacna.
El Concejo Provincial de Tacna está compuesto por 19 regidores elegidos por sufragio directo para un período de tres (3) años, en forma conjunta con la elección del alcalde (quien lo preside). La votación es por lista cerrada y bloqueada. Se asigna a la lista ganadora los escaños según el método d'Hondt o la mitad más uno, lo que más le favorezca. Es elegido como alcalde el candidato que ocupe el primer lugar de la lista que haya obtenido la más alta votación.

## Composición del Concejo Provincial de Tacna
La siguiente tabla muestra la composición del Concejo Provincial de Tacna antes de las elecciones.
| Partidos | Partidos                                   | Regidores |
| -------- | ------------------------------------------ | --------- |
|          | Acción Popular                             | 6         |
|          | Lista Independiente N° 3                   | 6         |
|          | Partido Revolucionario de los Trabajadores | 4         |
|          | Partido Popular Cristiano                  | 2         |
|          | Partido Aprista Peruano                    | 1         |

## Partidos y candidatos
A continuación se muestra una lista de los principales partidos y alianzas electorales que participaron en las elecciones:
| Candidatura | Candidatura | Partidos y alianzas | Candidatos | Candidatos               | Ideología                                               | Resultado previo | Resultado previo | Ref. |
| Candidatura | Candidatura | Partidos y alianzas | Candidatos | Candidatos               | Ideología                                               | Votos (%)        | Reg.             | Ref. |
| ----------- | ----------- | --- | ---------- | ------------------------ | ------------------------------------------------------- | ---------------- | ---------------- | ---- |
|             | AP          | Lista - Acción Popular (AP) |            | Lizandro Nieves Tavera   | Humanismo Nacionalismo cívico Reformismo                | 29.47%           | 6                |      |
|             | PRT         | Lista - Partido Revolucionario de los Trabajadores (PRT) |            | Félix Cotrado Aduvire    | Marxismo-leninismo Comunismo                            | 22.70%           | 4                |      |
|             | PPC         | Lista - Partido Popular Cristiano (PPC) |            | Héctor Chavera Rondón    | Conservadurismo social Humanismo Democracia cristiana   | 10.44%           | 2                |      |
|             | APRA        | Lista - Partido Aprista Peruano (APRA) |            | Grover Pango Vildoso     | Aprismo                                                 | 8.84%            | 1                |      |
|             | IU          | Lista - Izquierda Unida (IU) – Unión de Izquierda Revolucionaria (UNIR) – Unidad Democrático Popular (UDP) – Partido Socialista Revolucionario (PSR) – Partido Comunista Revolucionario (PCR) – Partido Comunista Peruano (PCP) – Frente Obrero Campesino Estudiantil y Popular (FOCEP) |            | Marcial Rondinel Cornejo | Marxismo-leninismo Mariateguismo Socialismo democrático | Nuevo            | Nuevo            |      |
|             | FNTC        | Lista - Frente Nacional de Trabajadores y Campesinos (FNTC) |            | David Bustinza Menéndez  | Nacionalismo de izquierda Tahuantinsuyismo              | Nuevo            | Nuevo            |      |
|             | PADIN       | Lista - Partido de Integración Nacional (PADIN) |            | César Raffo Palza        | Centrismo Socioliberalismo                              | Nuevo            | Nuevo            |      |
|             | IND         | Lista - Lista Independiente N° 3 Movimiento de Unidad Tacneñista |            | Enrique Nalvarte Romecin | Localismo tacneño                                       | Nuevo            | Nuevo            |      |

## Resultados

### Sumario general
|                        |                                                          |              |              |              |           |           |
| Partidos y coaliciones | Partidos y coaliciones                                   | Voto popular | Voto popular | Voto popular | Regidores | Regidores |
| Partidos y coaliciones | Partidos y coaliciones                                   | Votos        | %            | +/−          | Total     | +/−       |
|                        | Partido Aprista Peruano (APRA)                           | 12,324       | 39.39        | +30.55       | 11        | +10       |
|                        | Izquierda Unida (IU)                                     | 11,623       | 37.14        | Nuevo        | 6         | +6        |
|                        | Acción Popular (AP)                                      | 3,371        | 10.77        | –18.70       | 1         | –5        |
|                        | Partido Popular Cristiano (PPC)                          | 1,723        | 5.51         | –4.93        | 1         | –1        |
|                        | Frente Nacional de Trabajadores y Campesinos (FNTC)      | 1,093        | 3.49         | Nuevo        | 0         | ±0        |
|                        | Partido de Integración Nacional (PADIN)                  | 521          | 1.67         | Nuevo        | 0         | ±0        |
|                        | Partido Revolucionario de los Trabajadores (PRT)         | 487          | 1.56         | –21.14       | 0         | –4        |
|                        | Lista Independiente N° 3 Movimiento de Unidad Tacneñista | 149          | 0.48         | n/a          | 0         | ±0        |
|                        |                                                          |              |              |              |           |           |
| Total                  | Total                                                    | 31,291       |              |              | 19        | ±0        |
|                        |                                                          |              |              |              |           |           |
| Votos válidos          | Votos válidos                                            | 31,291       | 86.56        | –1.55        |           |           |
| Votos en blanco        | Votos en blanco                                          | 690          | 1.91         | –1.42        |           |           |
| Votos nulos            | Votos nulos                                              | 4,170        | 11.53        | +2.97        |           |           |
| Votos emitidos         | Votos emitidos                                           | 36,151       | 63.30        | –17.52       |           |           |
| Abstenciones           | Abstenciones                                             | 20,957       | 36.70        | +17.52       |           |           |
| Votantes registrados   | Votantes registrados                                     | 57,108       |              |              |           |           |
|                        |                                                          |              |              |              |           |           |
| Fuente:                |                                                          |              |              |              |           |           |

### Concejo Provincial de Tacna
| Cargo                        | Autoridad electa             | Partido político | Partido político          |
| ---------------------------- | ---------------------------- | ---------------- | ------------------------- |
| Alcalde Provincial de Tacna  | Grover Pango Vildoso         |                  | Partido Aprista Peruano   |
| Regidor Provincial de Tacna  | Carlos Hurtado Chiang        |                  | Partido Aprista Peruano   |
| Regidor Provincial de Tacna  | Julio Zúñiga y Coll Cárdenas |                  | Partido Aprista Peruano   |
| Regidor Provincial de Tacna  | Samuel Fuentes Olivares      |                  | Partido Aprista Peruano   |
| Regidor Provincial de Tacna  | Guillermo Quintanilla Toledo |                  | Partido Aprista Peruano   |
| Regidora Provincial de Tacna | María Ordoñez de Morales     |                  | Partido Aprista Peruano   |
| Regidor Provincial de Tacna  | George García Moya           |                  | Partido Aprista Peruano   |
| Regidor Provincial de Tacna  | Santiago Chuquimia Apaza     |                  | Partido Aprista Peruano   |
| Regidora Provincial de Tacna | Martha Contreras Robledo     |                  | Partido Aprista Peruano   |
| Regidor Provincial de Tacna  | Roberto Vildoso Vildoso      |                  | Partido Aprista Peruano   |
| Regidor Provincial de Tacna  | Roberto Montes Figueroa      |                  | Partido Aprista Peruano   |
| Regidor Provincial de Tacna  | Carlos Arenas Cucalón        |                  | Partido Aprista Peruano   |
| Regidor Provincial de Tacna  | César Faucheux Ponce         |                  | Izquierda Unida           |
| Regidor Provincial de Tacna  | Jorge Herrera Álvarez        |                  | Izquierda Unida           |
| Regidor Provincial de Tacna  | Nilo Meza Monge              |                  | Izquierda Unida           |
| Regidor Provincial de Tacna  | José Vargas Cueva            |                  | Izquierda Unida           |
| Regidor Provincial de Tacna  | Santos Pablo Agama           |                  | Izquierda Unida           |
| Regidor Provincial de Tacna  | Enrique Vargas Giles         |                  | Izquierda Unida           |
| Regidor Provincial de Tacna  | Julver Rueda Portales        |                  | Acción Popular            |
| Regidor Provincial de Tacna  | Luis Basadre Flores          |                  | Partido Popular Cristiano |

## Elecciones municipales distritales

### Resultados por distrito
La siguiente tabla enumera el control de los distritos de la provincia de Tacna. El cambio de mando de una organización política se resalta del color de ese partido.
| Distrito | Alcalde(sa) titular        | Partido político | Partido político          | Alcalde(sa) electo(a)       | Partido político | Partido político                |
| -------- | -------------------------- | ---------------- | ------------------------- | --------------------------- | ---------------- | ------------------------------- |
| Calana   | Freddy Velásquez Vildoso   |                  | Lista Independiente N° 7  | Raúl Velásquez Quispe       |                  | Partido de Integración Nacional |
| Ilabaya  | Tomás Calderón Cornejo     |                  | Acción Popular            | Santiago Terrazas Solórzano |                  | Partido Aprista Peruano         |
| Inclán   | Sabino Postigo Azar        |                  | Acción Popular            | Tito Chocano Olivera        |                  | Partido Popular Cristiano       |
| Ite      | Idelfonso Málaga Lira      |                  | Acción Popular            | Idelfonso Málaga Lira       |                  | Acción Popular                  |
| Locumba  | Aquilino Lévano Herrera    |                  | Acción Popular            | Aquilino Lévano Herrera     |                  | Acción Popular                  |
| Pachía   | Luis Menéndez Gil          |                  | Acción Popular            | Pedro Valdez Vildoso        |                  | Partido Popular Cristiano       |
| Palca    | Victorino Angulo Rodríguez |                  | Acción Popular            | Víctor Melchor Ayca         |                  | Acción Popular                  |
| Pocollay | Pablo Girón Maldonado      |                  | Lista Independiente N° 13 | Epifanio Chipana Torres     |                  | Izquierda Unida                 |
| Sama     | Wilson Bertolotto Ticona   |                  | Partido Popular Cristiano | Wilson Bertolotto Ticona    |                  | Partido Popular Cristiano       |